# Ernesto Zedillo Ponce de León
Ernesto Zedillo Ponce de León (castellà: Ernesto Zedillo)  (Ciutat de Mèxic, 27 de desembre de 1951) va ser president de Mèxic el període 1994 - 2000. Va ser l'últim dels presidents del Partit Revolucionari Institucional a governar Mèxic a nivell federal. Va succeir a Carlos Salinas de Gortari.
Zedillo va néixer a la ciutat de Mèxic, fill d'una família de classe baixa, que va emigrar a la ciutat de Mexicali, Baixa Califòrnia. Va estudiar en escoles públiques, i el 1969 va ingressar a l'Escola Avançada d'Economia de l'Institut Politècnic Nacional de la ciutat de Mèxic. Després de llicenciar-se, el 1972, va treballar en el Banc Nacional de l'Exèrcit i l'Armada. Va ingressar a la Universitat Yale, institució de la qual va rebre el grau de doctor en economia.
Des de 1971, abans d'acabar la llicenciatura, va ingressar al Partit Revolucionari Institucional (PRI), treballant en la Direcció de Política Econòmica de la Presidència de la República. Va treballar durant les administracions dels presidents José López Portillo y Miguel de la Madrid com a analista i subgerent de recerca econòmica del Banc Central de Mèxic. Durant l'administració del president Carlos Salinas va ser designat Ministre de Planejament i després Ministre d'Educació. Després de la designació de Luis Donaldo Colosio com a candidat del PRI per a les eleccions de 1994, va renunciar al Ministeri d'Educació per a treballar com a coordinador de la seva campanya electoral. El març de 1994, Colosio va ser assassinat a la ciutat de Tijuana, i Zedillo va ser designat com a candidat presidencial atès que era un dels pocs ex-ministres que complia amb els requisits imposats per l'Institut Federal Electoral. (Els ministres han de renunciar 6 mesos abans del dia de l'elecció si volen registrar-se com a candidats). Va guanyar les eleccions del juliol de 1994, aleshores considerades les més transparents i lliures de la història del país.
Salinas, com era tradició en cada any d'eleccions, va augmentar les despeses governamentals de manera significativa. Per finançar-les, va implementar els tesobonos, un tipus de deute de curt termini que es negociava en dòlars nord-americans, aleshores molt més atractiu per als inversors que en pesos mexicans. Amb l'assassinat de Colosio, el candidat favorit per a les eleccions, l'assassinat de Francisco Ruiz Massieu, el president del Partit Revolucionari Institucional, i l'aixecament de l'Exèrcit Zapatista d'Alliberament Nacional, els inversors van dubtar de l'estabilitat del país, van vendre ràpidament els tesobonos i altres tipus de deute, buidant les reserves internacionals del país. En comptes de permetre l'increment de les taxes d'interès i la devaluació de la moneda per contrarestar la disminució massiva de les reserves, el Banc Central va comprar deute, per tal de mantenir la base monetària, la taxa de canvi fixa del peso mexicà (que segons els experts estava sobrevalorat un 20%) i l'aparença d'estabilitat econòmica durant les eleccions.
Zedillo va prendre possessió de la presidència l'1 de desembre, 1994, i 21 dies després va decidir acabar amb el sistema monetari de taxa de canvi fixa (que ja no era possible mantenir sense buidar completament les reserves internacionals) i al començament de 1995 va establir el sistema de lliure flotació del peso, el qual es va devaluar 50%, enfonsat al país en una de les més graus crisis econòmiques de la seva història. No obstant això, amb l'obertura comercial del NAFTA, la nova taxa de canvi va oferir un avantatge competitiu, i les exportacions industrials van augmentar de manera considerable. El país va sortir de la crisi tan sols 10 mesos després, i l'economia va créixer ràpidament durant la seva administració, amb un màxim de 7% el 1999. No obstant això, els efectes de la crisi sobre la paritat de poder adquisitiu de les famílies va durar més temps, ja que les taxes d'interès durant el període de la crisi van arribar a màxims històrics. Com a analista econòmic, Zedillo va realitzar importants canvis que van permetre l'estabilitat del país, que mai no va experimentar una altra crisi econòmica, acabant amb el cicle de recessions econòmiques de cada 6 anys de les últimes dues dècades.
La seva administració va acabar el 30 de novembre, 2000, sent l'últim president del PRI d'una línia contínua de set dècades, i va ser succeït per Vicente Fox, del Partit Acció Nacional (PAN). Avui dia Zedillo encapçala el Centre de Recerca de Globalització de la Universitat Yale, i és membre del consell directiu de Procter & Gamble, Union Pacific, Alcoa, i membre conseller de Coca-Cola International.